# Gógánfa, Veszprém
Gógánfa  este un sat în districtul Sümeg, județul Veszprém, Ungaria, având o populație de 853 de locuitori (2011). 

## Demografie
Componența etnică a satului Gógánfa
     Maghiari (95,86%)
     Romi (3,61%)
     Germani (0,53%)
Componența confesională a satului Gógánfa
     Romano-catolici (78,31%)
     Luterani (1,52%)
     Fără religie (1,41%)
     Necunoscută (18,17%)
     Reformați (0,59%)
Conform recensământului din 2011, satul Gógánfa avea 853 de locuitori. Din punct de vedere etnic, majoritatea locuitorilor (95,86%) erau maghiari, cu o minoritate de romi (3,61%).  Din punct de vedere confesional, majoritatea locuitorilor (78,31%) erau romano-catolici, existând și minorități de luterani (1,52%) și persoane fără religie (1,41%). Pentru 18,17% din locuitori nu este cunoscută apartenența confesională.